# 永井洋一
永井 洋一（ながい よういち、1961年10月14日 - ）は、日本のテレビドラマ、テレビ番組の演出家である。テレビを中心にドラマ、ドキュメンタリー、音楽番組、実験映画、音楽PV作品、ライブ映像作品などの演出に携わる。

## 略歴
1961年10月14日生まれ 埼玉県出身。A型。
明治大学文学部演劇学科卒。大学時代より数々の自主映画制作に関わる。その後、テレビ番組、ドラマ・ドキュメンタリーを中心に活動。

## 作品歴
- アジアNビート（1994年、フジテレビ）
- ブレイクビーツ （1998年、テレビ東京）
- いま人（1996年、日本テレビ）
- 流派-R（2000年〜2012テレビ東京）
- スタメンBAND（2002年、テレビ東京）
- アーポンギベイビー（2003年、テレビ東京）
- Deep Love 〜アユの物語〜（2004年、テレビ東京）
- 「ボディウォーズ」劇団第三エロチカ（1988年、NHK）
- NNNドキュメント思い残し症候群（2000年、日本テレビ）
- NNNドキュメント育て直し（2001年、日本テレビ）
- 伊達男たちキューバに酔う（2001年、NHK）
- サイエンスミステリー それは運命か奇跡か!?〜DNAが解き明かす人間の真実と愛〜 （2003年、フジテレビ）
- NONFIX前世の記憶（2005年、フジテレビ）
- 「輝く命」～衝撃の運命と家族の愛～ （2006年、テレビ東京）
- チンギスハン 800年目の真実 ドラマ監督（2006年、テレビ朝日）
- 素敵な宇宙船地球号異常気象SPドラマ監督（2006年、テレビ朝日）
- 未来の法則〜夢が現実になる日〜（2006年、フジテレビ）
- 奇跡の脳ミステリー 〜そのとき脳で何が起きているか〜（2008年、テレビ東京）
- ツタンカーメンと三人の母〜古代エジプト大奥物語〜ドラマ監督（2009年、テレビ朝日）
- ドキュメンタリ宣言スペシャル ドラマ 川島芳子は生きていた（2009年、テレビ朝日）
- ルビコンの決断トヨタプリウス誕生秘話篇（2009年、テレビ東京）
- ルビコンの決断石川遼篇（2009年、テレビ東京）
- 空から見た地球。あなたの知らないこの星の奇跡（2011年、テレビ朝日）
- 知っとく！なっ得！（2011年～2013年、テレビ朝日）
- 歴史仮想ミステリー if 〜世界はこう変わった〜（2011年、BS朝日）
- つながろうニッポン 〜勇気の記録〜（2011年、テレビ朝日）
- レンズが震えた311映像の証言（2012年、テレビ朝日）
- 実録世界のミステリー（2012年、テレビ東京）
- ボクらの地球 マダガスカルを空から見る〜インド洋の不思議な島〜（2012年、BS朝日）
- つながろうニッポン復幸のために（2013年、テレビ朝日）
- 世界の衝撃ストーリー（2014年、テレビ東京）
- 国松長官を撃った男（2014年、テレビ朝日）
- トリカブト事件の真実（2014年、テレビ東京）
- オウム20年目の真実（2015年、テレビ朝日）
- 世紀の瞬間スペシャル藤田少女姫殺害事件（2015年、テレビ朝日）
- 世界の衝撃ストーリー（2016年、テレビ東京）
- 災害列島（2016年、テレビ朝日）
- 超実話ミステリー（2017年、テレビ朝日）
- 本当にあった㊙ミステリー（2018年、テレビ東京）
- 無念を晴らせ！密着！交通事故鑑定人（2018年、フジテレビ）

＊世界が騒然本当にあった㊙衝撃ファイル（2020年、テレビ東京）
- 交通事故鑑定人 汚名を晴らした逆転鑑定（2020年、フジテレビ）

### ミュージッククリップ&DVD
- THE BLUE HEARTS
- 真島昌利
- HIPHOP R&B系アーティスト多数
- SMAP DVD 国立競技場ライブ
- KARADVD 横浜アリーナライブ

### 映画
- PARAISO 企画原案・脚本（大映）